# Arboreto y Jardines de Montana
El Arboretum y Jardines de Montana (en inglés Montana Arboretum and Gardens) es un jardín botánico y arboretum que se ubica en el campus de la Universidad Estatal de Montana en Bozeman (Montana).

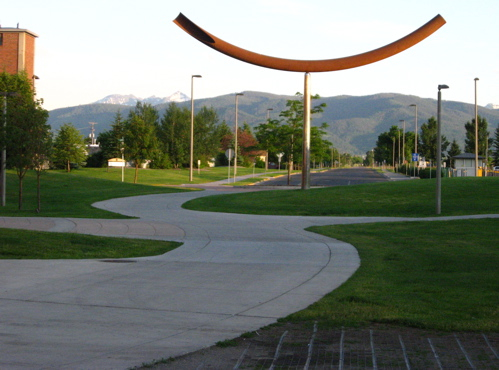
La escultura "Wind Arc" (arco del viento), en el Campus de la universidad MSU.

## Localización
El campus de la universidad está ubicado en la parte sur de Bozeman, y con sus 1,170 acres (4,700,000 m²) de extensión es el mayor campus del Estado. Está situado a 4,900 pies (1,500 m) sobre el nivel del mar.
El Arboretum propiamente se ubica en la esquina noroeste del campus en la intersección de West College Avenue y South 11th Avenue, pero hay especímenes de árboles a lo largo de todo el campus. 
Planos y vistas satelitales.45°40′06″N 111°03′00″O / 45.66833, -111.05000

## Historia
Este pequeño arboretum se creó para reunir las plantas nativas más características de la región norte de las Montañas Rocosas, de las llanuras, y de las áreas secas de Montana. 
Con la presidencia en la universidad de William Tietz se construyó el edificio del "Plant Growth Center" en 1987 y el del "Museum of the Rockies" (Museo de las Rocosas), abierto al público en 1989.
Más tarde los jardines se ampliaron para incluir un Xeriscape.

## Colecciones
Plantas que se encuentran en el arboretum : Acer rubrum, Amelanchier alnifolia, Arctostaphylos uva-ursi, Caragana arboresens, Caragana frutex, Cercocarpus ledifolius, Fraxinus pennsylvanica, Juniperus chinensis, Juniperus communis, Lonicera tartarica, Lonicera x brownii, Malus spp., Pentaphylloides floribunda, Pinus ponderosa, Populus tremula, Rosa rugosa, Sorbus x hybrida, Syringa meyeri, Syringa vulgaris.
Otras plantas que se encuentran en el campus incluyen a: Abies concolor, Abies lasiocarpa, Acer ginnala, Acer glabrum, Acer platanoides, Acer saccharum, Acer tataricum, Aesculus glabra, Berberis koreana, Berberis thunbergii, Betula occidentalis, Betula papyrifera, Betula pendula, Buxus sempervirens, Caragana arborescens, Caragana pygmaea, Celtis occidentalis, Cornus alba, Cornus sericea, Cotoneaster horizontalis, Cotoneaster lucidus, Crataegus x mordenensis, Dasiphora floribunda, Elaeagnus angustifolia, Euonymus alatus, Fraxinus nigra, Fraxinus pensylvanica, Gleditsia triacanthos var. inermis, Hedera helix, Hydrangea arborescens, Juniperus chinensis 'Pfitzeriana', Juniperus chinensis 'Pfitzeriana Aurea', Juniperus communis, Juniperus horizontalis, Juniperus sabina var. tamariscifolia, Juniperus scopulorum, Larix occidentalis, Lonicera tatarica, Lonicera x brownii 'Dropmore Scarlet', Lonicera xylosteum, Malus spp., Parthenocissus quinquefolia, Parthenocissus tricuspidata, Pentaphylloides floribunda, Philadelphus x virginalis, Picea abies 'Nidiformis', Picea glauca 'Conica', Picea glauca 'Densata', Picea pungens, Picea pungens var. glauca, Pinus aristata, Pinus contorta var. latifolia, Pinus flexilis, Pinus mugo var. mugo, Pinus nigra, Pinus ponderosa, Pinus strobus, Pinus sylvestris, Populus alba, Populus deltoides, Populus tremuloides, Prunus americana, Prunus maackii, Prunus tomentosa, Prunus virginiana, Prunus x cistena, Pseudotsuga menziesii, Quercus macrocarpa, Quercus palustris, Rhamnus frangula, Rhus trilobata, Rhus typhina, Ribes alpinum, Ribes aureum, Rosa rugosa, Rosa spp., Salix alba, Salix pentandra, Salix purpurea, Sambucus canadensis, Shepherdia argentea, Sorbaria sorbifolia, Sorbus aucuparia, Sorbus x hybrida, Spiraea japonica, Spiraea x bumalda, Spiraea x vanhouttei, Syringa meyeri, Syringa reticulata, Syringa vulgaris, Syringa x chinensis, Taxus x media, Thuja occidentalis 'Globosa', Thuja occidentalis 'Pyramidalis', Thuja occidentalis 'Techny', Thuja occidentalis 'Woodwardii', Tilia americana, Tilia cordata, Ulmus americana, Viburnum lantana, Viburnum lentago, y Viburnum trilobum.